# وسلس
وسلس (به فرانسوی: Vasles) یک کمون در فرانسه است که در Canton of Ménigoute واقع شده‌است.

## خصوصیات
وسلس ۸۹٫۱۶ کیلومترمربع مساحت و ۱٬۶۸۴ نفر جمعیت دارد و ۲۳۰ متر بالاتر از سطح دریا واقع شده‌است.